# FC Politehnica Iași
Fotbal Club Politehnica Iași, cunoscut sub numele de Politehnica Iași, sau pe scurt Poli Iași, este un club profesionist de fotbal din Iași, România, care evoluează în prezent în Liga a II-a.
Numită după Universitatea Tehnică Gheorghe Asachi din Iași, echipa a fost fondată în 1945. A evoluat timp de 28 de sezoane în prima ligă a României până la desființarea sa în 2010. În același an, a fost înființat un club succesor sub numele de ACSMU Politehnica Iași. Între 2011 și 2016, echipa a fost redenumită în CSM Studențesc Iași, dar a revenit ulterior la numele Politehnica. În 2016, echipa a obținut prima sa calificare într-o competiție europeană, în Europa League. În sezonul 2017-2018, din nou sub numele de Politehnica (datorită Anei Maria Prodan și Horia Sabo care au reușit să obțină un contract de închiriere pentru marca verbală și stema cu cei doi cai), clubul a egalat cel mai bun rezultat al predecesorului său după ce a terminat pe locul șase în campionatul României.
În februarie 2025, clubul a pierdut dreptul de a utiliza palmaresul și sigla, însă l-a recuperat în iulie 2025. Studenții își joacă meciurile de acasă pe Stadionul Emil Alexandrescu din Iași cu o capacitate de 11.481 locuri.

## Istoric

### Perioada 1945-1960
Politehnica Iași a fost prima echipă a studenților din Iași care a luat ființă la 27 aprilie 1945, sub denumirea de Sportul Studențesc. O lună mai târziu, la 31 mai, devine A.S.P.I. (Asociația Sportivă Politehnica Iasi). Participă la prima ediție postbelică a Diviziei B, 1946-1947, ocupând locul 12, din 14 echipe în seria a II-a. În 1948 Politehnica devine C.S.U. (Clubul Sportiv Universitar). În campionatul diviziei secunde ocupă locurile 4 (1947-1948) și 6 (1948-1949).
În 1949 se înregistrează prima încercare de fuziune între fotbaliștii muncitori și studenți, alcătuindu-se, cu ocazia unui meci amical, o formație cuprinzând pe cei mai valoroși jucători de atunci, din orașul Iași. În 1950 C.S.U. se transformă în Știința Iași. Sub noua denumire echipa de fotbal a studenților ieșeni activează numai în Divizia B, ocupând succesiv următoarele locuri în clasamentul final al seriei respective: 6 în 1951; 5 în 1952; 9 în 1953 și 1954; 6 în 1955; 4 în 1957-1958.
La 1 august 1958, fuziunea dintre Știința și C.F.R. - nerealizată în urmă cu aproape un deceniu - se realizează, constituindu-se astfel Clubul Sportiv Muncitoresc Studentesc (C.S.M.S.), având în componență cei mai buni fotbaliști ieșeni, și Unirea Iași, formație alcătuită din restul jucatorilor de la Știinta și C.F.R. În noua formulă de participare în campionatul divizionar B, Unirea - de fapt garnitura a doua a fotbalului ieșean - ocupa, în mod surprinzător, un loc mai bun în clasamentul ediției 1958-1959 (locul 5) față de C.S.M.S. (locul 8).
În anul următor, însă, echipa Clubului Sportiv Muncitoresc Studentesc câștigă seria și promovează în primul eșalon fotbalistic. Meritul promovării revine antrenorilor I. Unguroiu și M. Manolescu, precum și jucătorilor care au alcătuit formația de bază în anul competițional 1959-1960: Ursache (Florea) - Scarlat, Păun, Buimistruc, Don, Dram - Demian, Voica, Unguroiu, Cruțiu, Avasilichioaie. În anul următor retrogradează în Divizia B.

### Perioada 1960-1980

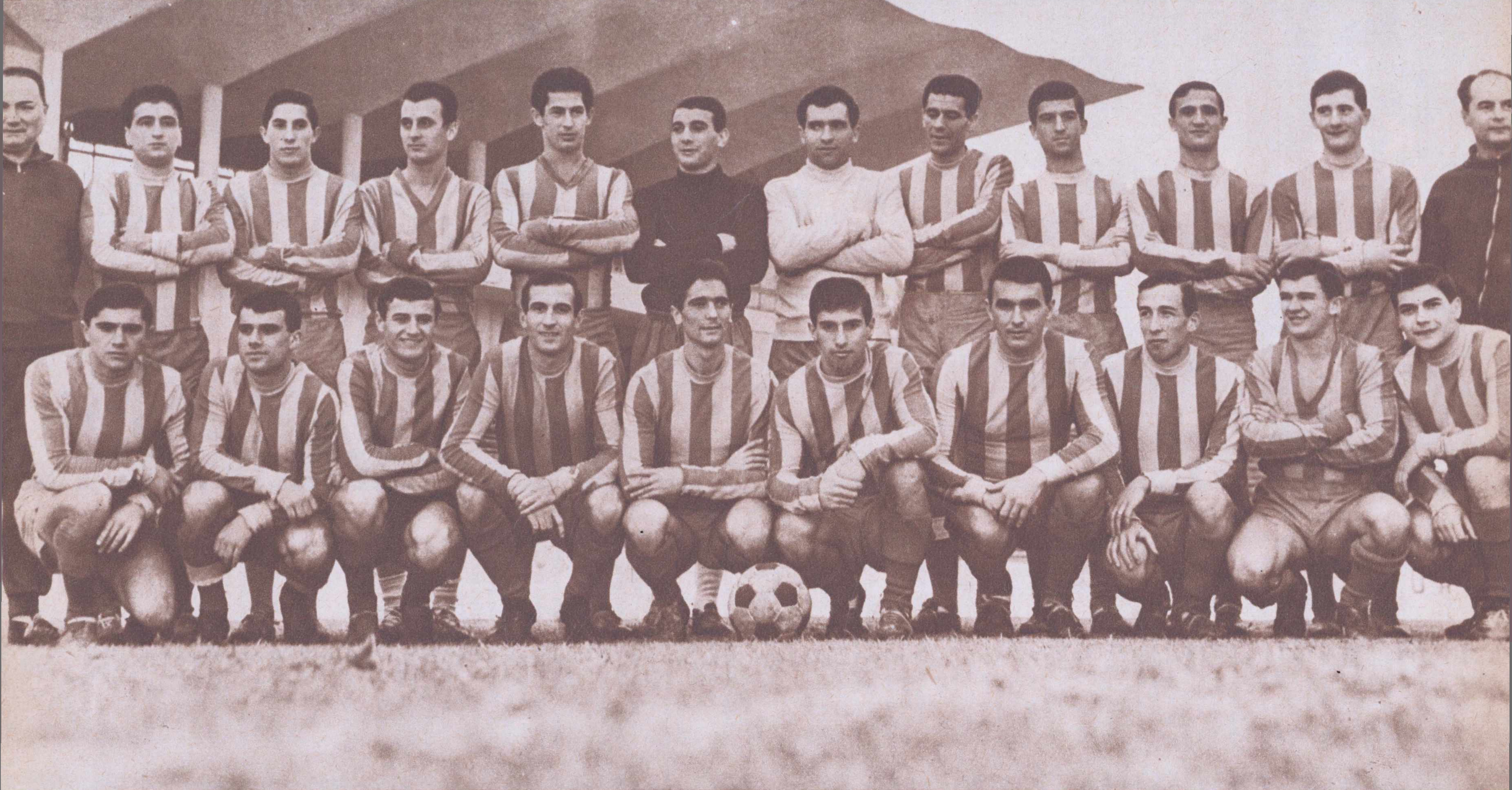
Echipa în sezonul 1965-1966

La sfârșitul campionatului 1961-1962, ocupând din nou primul loc în seria I a Diviziei B, C.S.M.S. promovează pentru a doua oară în primul eșalon divizionar, având la conducerea tehnică pe Remus Ghiurițan. Au urmat cinci ani în care C.S.M.S. s-a menținut în categoria formațiilor de elită ale fotbalului din România: 1962-1963 locul 10, 1963-1964 locul 12, 1964-1965 locul 10, 1965-1966 locul 6 (cea mai bună clasare din istorie), 1966-1967 locul 13.
Apoi, un nou campionat (1967-1968) în Divizia B, de data aceasta sub numele de Politehnica, adoptat la 10 octombrie 1967. În vara anului 1968 echipa revine pentru a treia oară în Divizia A cu antrenorul I. Zaharia la conducerea tehnică și următoarea formulă de bază: Mircea Constantinescu (Iordache) - Dumitru Romilă I, Ianul, Eugen Stoicescu, Augustin Deleanu - Mircea Ștefănescu, Ovidiu Vornicu - Ladislau Incze IV, Emil Lupulescu, Aurel Cuperman, Gavril (Andrioaie).
În continuare Poli ocupă locuri în partea inferioară a clasamentului: 10 în 1968-1969, 12 în 1969-1970, 8 în 1970-1971, 15 în 1971-1972, după care echipa cade în "B", revenind în anul următor, pentru a patra oară în prima divizie, cu antrenorii Constantin Laurențiu și Ion Marica. Lotul care a realizat această performanță a fost următorul: Costaș, Pop, Romilă I, Ianul, Stoicescu, Sofian, Micloș, Romilă II, Simionaș, Goleac, Costăchescu, Hanceriuc, Marica, Incze IV, Amarandei, Lupulescu, Dănilă, Moldoveanu.
De aici înainte pozițiile succesive în clasamentele finale ale Diviziei A au fost următoarele: 13 în 3 ediții consecutive (1973-1974, 1974-1975, 1975-1976), 8 în 1976-1977, 15 în 1977-1978, 12 în 1978-1979, 8 în 1979-1980, 16 în 1980-1981. A urmat un an de "B" și apoi cea de-a cincea promovare în primul eșalon, sub conducerea antrenorului Gh. Constantin, secondat de Kurt Gross. Lotul de jucători utilizat a fost : Bucu, Anton, Ciocîrlan, Kereszi, M. Radu, Cioacă, Nemțeanu, Simionaș, Florean, Paveliuc, Pachițean, Romilă II, Negri, Gheorghiu, Burdujan, Oprea, Ionescu, Agachi, Cojocaru, Naste, Munteanu.

### Perioada 1980-2000
Revenită în prima divizie, Politehnica Iași ocupă locul 10 în 1982-1983 și locul 8 în 1983-1984. La începutul campionatului 1984-1985, echipa, cu un nou cuplu de antrenori: Constantin Oțet și Vasile Simionaș, a cooptat în efectivul său pe Damaschin și Huțu. Din anul 1985 Politehnica evoluează în Divizia B, reușind promovarea în sezonul 1994-1995 în urma unui meci de baraj disputat pe data de 24 iunie 1995 la Brașov contra echipei Electroputere Craiova. În acel meci Poli a fost condusă cu 2-0, dar apoi a reușit egalarea și în cele din urmă să câștige la penalty-uri cu scorul de 6-5. Evoluează un an (1995-1996) în Divizia A antrenori Dumitru Anton, Leonida Antohi, Narcis Ciocîrlan și Silviu Stănescu, unde alternează rezultatele bune cu cele slabe și în cele din urmă retrogradează în Divizia B.
În această perioadă, a evoluat cel mai talentat fotbalist al Politehnicii, Daniel Pancu, care în 1996 este transferat la Rapid București.
Cât a evoluat în Divizia B, Poli a avut ca antrenori printre alții pe Ion Moldovan în sezonul 1998-1999, viitor antrenor al echipei de tineret a României, Mihai Dănilă și Leonida Nedelcu în sezonul 1999-2000, și pe Liță Dumitru în sezonul 2000-2001, actualul antrenor al echipei naționale a României under 18. În sezonul 2000-2001 Poli retrogradează, pentru prima dată, în Divizia C. Aici fuzionează cu o altă echipă ieșeană din al treilea eșalon, Unirea 2000.

### Perioada 2000-2010

meciul dintre Politehnica Iasi si Jiul Petrosani scor 4-0

Poli începe sezonul 2001-2002 sub denumirea de C.S. Poli Unirea Iasi.
Retrogradarea în al treilea eșalon al țării, pentru prima dată în istorie, a reprezentat momentul de trezire al echipei și startul într-o cursă de revenire în elita fotbalului românesc. Cu antrenorul Vasile Simionaș pe bancă, promovarea în Divizia B are loc la doar un an distanță, Poli Unirea Iași reușind să se impună în mod autoritar. În primul sezon după revenirea în "B", echipa are un start de sezon foarte bun, ajungând la un moment dat pe prima poziție. Lupta pe două fronturi, Cupa României și campionat, Poli Unirea a ratat promovarea, dar a obținut o performanță deosebită în Cupă, ajungând până în sferturile de finală.
În sezonul 2003-2004 Politehnica Iași a reușit, după opt ani, să revină pe prima scenă fotbalistică, ocupând locul întâi în Seria I a Diviziei B. În Divizia A, Poli începe dezastruos sezonul 2004-2005, având doar două puncte după primele opt etape. Această serie de rezultate negative atrage după sine schimbarea antrenorului Vasile Simionaș cu Ionuț Popa. Acesta din urmă reușește un rezultat miraculos la debutul său pe banca tehnică a Politehnicii, învingând cu 1-0 pe Steaua București, chiar în Ghencea. La finalul turului, Politehnica se desparte de Adrian Cristea, care semnează cu Dinamo București și care era considerat unul dintre cele mai bune produse ale Centrului de Copii și Juniori al Politehnicii, din ultimii zece ani. Sub conducerea antrenorului Ionuț Popa, Politehnica încheie sezonul 2004-2005 pe poziția a noua, dintr-un total de 16 echipe. În sezonul 2005-2006, Ionuț Popa reușește cu Politehnica o clasare pe locul 10 în prima ligă, iar în sezonul 2006-2007, locul 12. În sezonul 2009-2010 a Ligii I Poli Iași a retrogradat, însă din cauza celor 3 milioane euro datorii, FRF nu a înscris echipa în Liga a II-a. Echipa a intrat în insolvență.

### Perioada 2010-2020

#### Falimentul vechii entități și formarea noii echipe
Echipa s-a format în structura de acum în august 2010, ca succesoare a echipei Tricolorul Breaza, care a fuzionat cu CS Navobi Iași, club al cărui fondator era chiar președintele executiv Adrian Ambrosie, clubul rezultat luând numele de ACSMU Politehnica Iași. Continuând în numele Tricolorului Breaza în Liga a II-a, obiectivul principal al noului club a fost promovarea în Liga I. Marius Baciu a fost angajat ca noul antrenor, dar după doar două meciuri de campionat și un meci de cupă și-a reziliat contractul și a fost înlocuit de Ionuț Popa pe 30 august 2011, iar Grigore Sichitiu președinte executiv. În vara lui 2011, clubul a fost redenumit în Clubul Sportiv Municipal Studențesc Iași pentru a elimina orice confuzie cu FC Politehnica Iași.
În 2011, fostul internațional Florin Prunea a devenit președinte executiv. Odată cu venirea lui Prunea ca președinte al CSMS Iași, au fost făcute schimbări majore în lot, antrenorul având în vedere aproape jumătate dintre jucători improprii pentru atacarea promovării. La 2 iunie 2012, după doi ani în eșalonul secund, CSMS Iași a promovat în Liga I, după ce a învins Farul Constanța cu 4-2.
În sezonul 2012–2013, CSMS Iai a avut un parcurs slab, terminând pe locul 17, ceea ce i-a adus retrogradarea. Totuși, echipa a fost introdusă în scenariul cu 20 de echipe în Liga I, formulat de președintele FRF, Mircea Sandu. CSMS Iași a lansat chiar și o adresă oficială la Liga Profesionistă de Fotbal (LPF) pentru un campionat cu douăzeci de echipe, solicitând de asemenea, să fie înscrisă în Liga I. Ideea lui Sandu nu s-a concretizat.
Echipa a petrecut însă doar un sezon în eșalonul secund, promovând imediat. Cu Marius Lăcătuș antrenor, CSMS Iași a reușit să se claseze prima în Liga a II-a 2013-2014 și să obțină promovarea în Liga I.
După un start de sezon dezastruos, Nicolo Napoli este anunțat pe banca ieșenilor acesta având ca obiectiv salvarea echipei de la retrogradare. Aflată la sfârșitului turului pe locul 17, CSMS Iași reușește un retur de vis cu doar trei înfrângeri. Astfel, CSMS Iași se clasează la sfârșitul campionatului pe locul 10.
Sezonul 2015–2016 al Ligii I s-a disputat cu play-off și play-out, iar CSMS Iași nu a reușit să se califice în play-off. Cu toate acestea, echipa a câștigat play-out-ul, revenind pentru a câștiga ultimul meci după ce a fost condusă la pauză de ACS Poli Timișoara. Profitând de nelicențierea pentru competiții europene a echipelor FC Dinamo București și AS Ardealul Târgu Mureș, care au jucat în play-off, CSMS Iași a obținut astfel calificarea în UEFA Europa League 2016-2017.
În Europa League, CSMS Iași a intrat în turul al doilea preliminar și a avut ca adversară pe Hajduk Split, fiind eliminată după 2–2 la Iași și 1–2 la Split.
Echipa și-a început noul sezon de Liga I revenind la numele de CSM Politehnica Iași, după ce a primit avizul Federației Române de Fotbal în acest sens. La finalul sezonului regulat, s-a clasat pe locul 10, cu 29 de puncte, urmând să joace din nou în play-out. Play-out-ul l-a terminat pe primul loc fără înfrângere, cu 7 victorii și 7 egaluri.
Pentru sezonul 2017–2018, Adrian Ambrosie, fostul atacant al ieșenilor a fost numit Președinte Executiv, înlocuindu-l pe interna?ionalul Florin Prunea la conducerea clubului, iar echipa l-a adus ca antrenor pe Flavius Stoican, și după sezonul regulat a reușit performanța de a se clasa pe locul 6, care i-a adus calificarea în play-off, depășind inclusiv pe FC Dinamo București.
Sezonul 2018-2019 a fost al doilea și totodată ultimul pentru tehnicianul Flavius Stoican pe banca echipei ieșene. Căpitanul echipei a fost Andrei Cristea, unul din cei mai iubiți jucători din istoria echipei.
Sezonul regulat, alb-albaștrii l-au terminat pe 8, ceea ce a adus calificarea doar în play-out, lucru ce a fost dezamăgitor pentru suporteri, care așteptau repetarea performanței din sezonul anterior. La finalul sezonului, în schimb, echipa a terminat pe locul 5 în play-out, ratând în ultimele etape barajul de retrogradare împotriva FC Universitatea Cluj, care în schimb a fost jucat de echipa sibiană FC Hermannstadt.
Poziția joasă a echipei în clasament a adus, la finalul sezonului, rezilierea contractului cu antrenorul Flavius Stoican și plecarea a mai mulți jucători aduși de acesta în mandatul lui de aproape 2 ani.
La începutul sezonului 2019-2020, Mihai Teja a fost numit antrenor al echipei. După un start incredibil al sezonului, poate chiar nesperat, a urmat o serie de 9 meciuri doar pierdute, lucru ce a făcut ca antrenorul principal să fie schimbat cu Mircea Rednic, considerat unul din cei mai mari antrenori români. Însă, din păcate pentru echipa din Copou, exact ca în prima jumătate a sezonului, formația a avut un joc extraordinar în primă instanță, eliminând chiar și Universitatea Craiova din Cupa României, echipă favorită la câștigarea trofeului. Însă, după victoria 1-0 cu Dinamo, campionatul a fost întrerupt din cauza pandemiei de coronaviroză (COVID-19), echipa revenind cu o formă foarte modestă și pierzând mai toate meciurile rămase, terminând pe locul 6 în play-out, loc ce în mod normal ar fi adus barajul de promovare-retrogradare, însă decizia LPF a fost aceea de a face un campionat cu 16 echipe, astfel nicio echipă nu a retrogradat direct, cu toate că FC UTA Arad și FC Argeș Pitești au promovat. Barajul, în schimb a fost jucat de Chindia Târgoviște împotriva CS Mioveni, echipa dâmbovițeană reușind să își păstreze poziția în prima ligă.

### Perioada 2020-prezent
Sezonul slab a dus la retrogradarea echipei în liga a II-a. Andrei Cristea a reușit o triplă în meciul câștigat cu FCSB cu scorul de 5-2 pe 27 septembrie 2020. Andrei Cristea și Florin Tănase au avut 4 pase decisive.
Echipa a resimțit retrogradarea și a terminat sezonul 2021-2022 de-abia pe locul 12.
La finalul sezonului regulat 2022-2023 al Ligii a II-a, Poli a terminat pe locul 2 in spatele Stelei, dar a avut un playoff fantastic si a terminat pe primul loc cu 60 de puncte, la 8 puncte de Steaua si 11 de Oțelul Galați.

## Palmares

### Național
Liga I
- Locul 6 (2): 1965-66, 2017-2018

 Liga a II-a
 Campioană (8): 1959–1960, 1961–62, 1967–68, 1972–73, 1981–82, 2003–04, 2013–14, 2022–23
 Vicecampioană (5): 1985–86, 1986–87, 1987–88, 1993–94, 2011–12
 Cupa României
- Semifinalistă (5): 1947-1948, 1962-1963, 1977-1978, 1984-1985, 2019-2020

### European
UEFA Europa League
- Turul al II-lea (1): 2016-2017

## Stadion

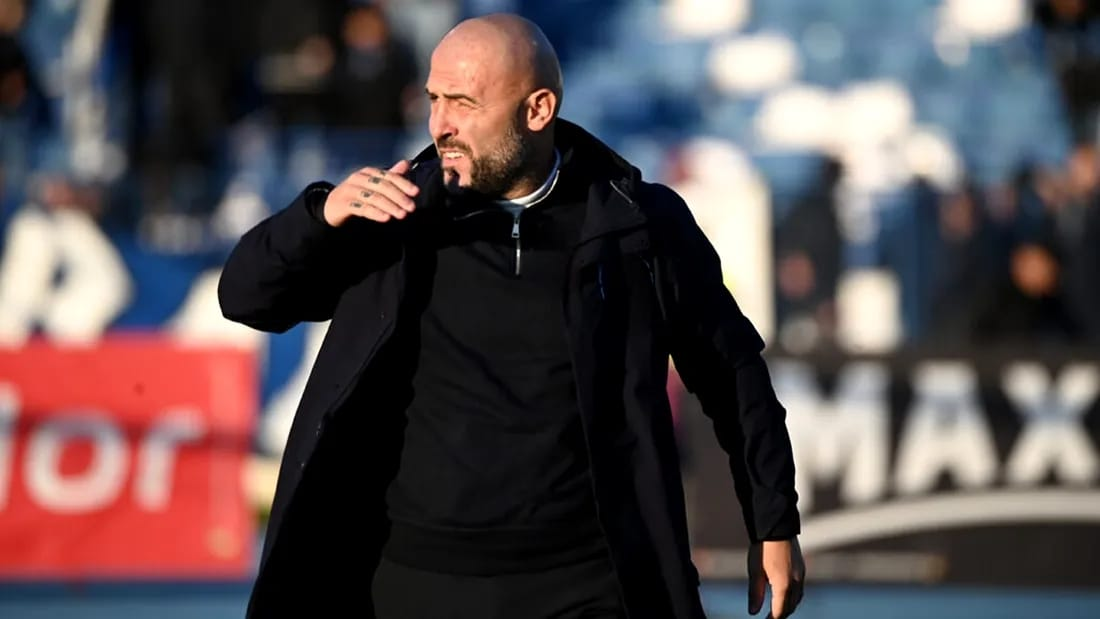

Actualul stadion se află pe același loc unde se găsea arena pe care se disputau meciurile de fotbal ale echipelor ieșene din perioda interbelică, „Textila M.V.”, „Victoria C.F.R.” și „Ateneu Tătărași”, toate trei la nivelul Diviziei B. După anul 1947 pe această arenă își disputau meciurile de campionat, în divizia B, echipele ieșene „Locomotiva” și „C.S.U” (ulterior „Știința”). Tot pe acest stadion se disputau și meciurile de handbal ale echipei „Știința Iași”, în prima categorie a țării, precum și cele de rugby ale divizionarei A CSMS Iași. Mai târziu, prin fuziunea celor două echipe de fotbal, „Locomotiva” și „Știința”, s-au format, din anul 1958, echipele „Unirea” și „C.S.M.S”.
După „1950” stadionul capătă denumirea „23 august”. În anul 1959 organele locale ieșene iau hotărârea renovării vechii arene, lucrare ce se va termina în anul 1960. Noua arenă, foarte cochetă și modernă la acea vreme, cu o capacitate de aproximativ 15.000 de locuri, a fost inaugurată la data de 23 august 1960, eveniment marcat de disputarea unei partide amicale între echipa ieșeană „CSMS”, proaspăt promovată în prima divizie a țării, și echipa „Nistru Chișinău” (RSS Moldovenească), adversar devenit tradițional la acele vremuri în întâlniri amicale ale echipelor ieșene „CSMS” și „Unirea”. 
În echipa ieșeană, la acel meci, a jucat și Gheorghe Constantin, celebru jucător român în anii '50-'60.
Pe lângă meciurile de fotbal, pe arenă se mai disputau și meciuri de rugby, baschet, concursuri de atletism, ciclism, motociclism, călărie, demonstrații de gimnastică și arte marțiale, concerte de muzică ușoară și populară și diverse alte manifestații ocazionate de evenimente cu caracter patriotic. Capacitatea maximă atinsă la unele evenimente a fost de până la 15.000 de spectatori. În 1992, stadionul a căpătat numele de „Emil Alexandrescu”, în memoria unui apreciat primar al municipiului Iași, fost jucător de fotbal al echipelor „Locomotiva” și „CSMS”.
După 2004, incinta stadionului a suferit o serie de alte modificări, îmbunătățiri, modernizări, numărul locurilor pe scaune cifrându-se la 11.481. De asemenea, în anul 2010 s-a montat instalația de încălzire a terenului.

## Suporteri
Politehnica Iași obișnuia să dețină sprijinul marii majorități a suflării fotbalistice ieșene încă din anul 1950, iar începând cu anii 1999 a început să prindă contur o galerie „ultras” prin grupurile Legione Azzura și Gruppo Aparte 13 și ulterior pentru o perioada scurtă, Magic FANS. Aceștia au sustinut echipa pentru o perioadă lungă de la Tribuna B a Stadionul Emil Alexandrescu. În anii 2004 au aparut și difere grupuri precum: Hooligans, B.R. Boys '06, Gruppo Sado '05, Blue Force, Tudor Boys, Blue Border. In 2007, datorita unor divergente cu ultrasi care stateau in Peluza A, s-a format Peluza Sud Iasi care avea in componenta grupurile: Settore Ultra '06 și Blue White Ladies '06. In 2009, Settore Ultra '06 a fost capturata de galatenii din Ultra Sud Galați '04, amplifiucandu-se rivalitatea dintre cele doua grupari ultra moldovenesti 
Aceste nume au dispărut ulterior din cultura ultras ieșeană, iar grupurile Băieții Veseli '09, Anturaj Tânăr (tineretul Băieților Veseli '09) s-au consacrat în ceea ce se va numi Peluza Nord Iași. Desi echipa fanion a Iașului s-a stins în anul 2010, aceștia au susținut echipa provenită din fuzionarea echipelor Nabovi Iași și Tricolorul Breaza.In anul 2014, s-a înființat pentru a susține această echipă, grupul Ultras '14, susținând astfel echipa locală,provenită din fuziune, respectiv, CSMS Iași, care nu se identifica cu vechiul club, Politehnica Iasi, dizolvat în 2010.

### Rivalități
Derby‑ul Moldovei este o rivalitate fotbalistică notabilă în Moldova, confruntând echipele Politehnica Iași și Oțelul Galați. Rivalitatea a căpătat intensitate după dispute frecvente în campionatele de nivel secund și în SuperLiga României, având o semnificație regională, culturală și sportivă marcantă. Primele confruntări dintre cele două echipe datează din anii 1980, însă rivalitatea a început să se intensifice cu adevărat după 2004, când Politehnica Iași a revenit în prima ligă. În mai 2008, după un meci decisiv care  s-a terminat la egalitate, suporterii gălățeni au atacat autocarul fanilor ieșeni în comuna Gârboavele, provocând distrugeri. Rivalitatea a escaladat din 2009, când suporterii Oțelului Galați, gruparea Ultra Sud Galați '04, au reușit să captureze însemnele,grupari Settore Ultra '06, de la membri ai galeriilor adversarilor. Actul simbolic a servit ca demonstrație de forță, subliniind tensiunile dintre cele două tabere. În sezonul 2022-2023 al ligii secunde s-a intensificat puternic rivalitatea împotriva celor de la Oțelul Galați în lupta pentru promovare, aceștia reușind în 3 întâlniri să creeze o atmosferă demnă de un Derby Moldovenesc, drept urmare cele două echipe au reușit promovarea în Superligă la capătul sezonului.
O alta rivala traditionala a Iașului a fost FC Vaslui obișnuit cu o atmosferă intensă creată de suporterii celor două orașe rivale și cu un istoric lung de incidente și confruntări violente între membrii celor două galerii. A existat la un moment dat și o rivalitate de intensitate scăzută împotriva Botoșaniului, această însă neputând vreodată să capete vreun contur major deoarece galeria FC Botoșani a și dispărut în timp.
Ieșenii au o frăție cu cei de la Oastea Fiară (Zimbru Chișinău). De asemenea, au o relație strânsă cu Baricada '09 (Farul Constanța) și cu Republica Nisporeni '12 (Speranța Nisporeni), dar și cu ultrașii Legio Azurra '09 (Dacia Unirea Brăila).

## Lotul actual
La 20 iulie 2025.
| Nr. |                   | Poziție | Jucător                   |
| --- | ----------------- | ------- | ------------------------- |
|     | Macedonia de Nord | F       | David Atanaskoski⁠(d)      |
|     | România           | M       | Andrei-Alexandru David⁠(d) |
|     | România           | A       | David Popa⁠(d)             |
|     | România           | P       | Ionuț Ailenei⁠(d)          |
|     | România           | M       | Alin Roman⁠(d)             |
|     | Elveția           | M       | Florian Kamberi⁠(d)        |
|     | Franța            | A       | Adama Diakhaby⁠(d)         |
|     | Portugalia        | M       | João Amaral⁠(d)            |
|     | România           | F       | Valentin Gheorghe         |
|     | Argentina         | F       | Julián Marchioni⁠(d)       |
|     | Anglia            | A       | Shayon Harrison⁠(d)        |

| Nr. |                   | Poziție | Jucător               |
| --- | ----------------- | ------- | --------------------- |
|     | Camerun           | M       | Samuel Oum Gouet⁠(d)   |
|     | Algeria           | A       | Billel Omrani         |
|     | România           | F       | Florin Ilie⁠(d)        |
|     | Guatemala         | F       | Nicolas Samayoa⁠(d)    |
|     | Macedonia de Nord | F       | Todor Todoroski⁠(d)    |
|     | România           | P       | Toma Niga⁠(d)          |
|     | România           | F       | Ștefan Stefanovici⁠(d) |
|     | România           | M       | Cătălin Itu           |
|     | România           | F       | Rareș Ispas⁠(d)        |
|     | Brazilia          | A       | Tailson⁠(d)            |
|     | Spania            | P       | Jesús Fernández       |

### Jucători împrumutați
| Nr. |         | Poziție | Jucător                           |
| --- | ------- | ------- | --------------------------------- |
|     | România |         | Alexandru Core⁠(d) (la CS Mioveni) |

| Nr. |         | Poziție | Jucător                                     |
| --- | ------- | ------- | ------------------------------------------- |
|     | România |         | Alexandru Hrib⁠(d) (la CS Știința Miroslava) |

## Statistici

### Intern
| Sezon     | Divizie            | Nivel | Poziție | Note         | Cupa României |
| --------- | ------------------ | ----- | ------- | ------------ | ------------- |
| 2025–2026 | Liga a II-a        | 2     | TBD     |              | TBD           |
| 2024–2025 | SuperLiga României | 1     | 13      | Retrogradată | Faza grupelor |
| 2023–2024 | SuperLiga României | 1     | 12      |              | Play-off      |
| 2022–2023 | Liga a II-a        | 2     | 1       | Promovată    | Play-off      |
| 2021–2022 | Liga a II-a        | 2     | 12      |              | Șaisprezecimi |
| 2020–2021 | Liga I             | 1     | 16      | Retrogradată | Optimi        |
| 2019–2020 | Liga I             | 1     | 12      |              | Semifinale    |
| 2018–2019 | Liga I             | 1     | 10      |              | Optimi        |
| 2017–2018 | Liga I             | 1     | 6       |              | Sferturi      |

| Sezon     | Divizie     | Nivel | Poziție | Note         | Cupa României |
| --------- | ----------- | ----- | ------- | ------------ | ------------- |
| 2016–2017 | Liga I      | 1     | 7       |              | Optimi        |
| 2015–2016 | Liga I      | 1     | 7       |              | Sferturi      |
| 2014–2015 | Liga I      | 1     | 10      |              | Optimi        |
| 2013–2014 | Liga a II-a | 2     | 1       | Promovată    | Turul cinci   |
| 2012–2013 | Liga I      | 1     | 17      | Retrogradată | Șaisprezecimi |
| 2011–2012 | Liga a II-a | 2     | 1       | Promovată    | Turul partu   |
| 2010–2011 | Liga a II-a | 2     | 6       |              | Turul partu   |

### Competiții europene
| Sezon     | Competiție         | Runda | Adversar     | Acasă | Deplasare | General |
| --------- | ------------------ | ----- | ------------ | ----- | --------- | ------- |
| 2016–2017 | UEFA Europa League | 2Q    | Hajduk Split | 2–2   | 1–2       | 3–4     |

## Foști jucători
| - Mihai Alexa - Adrian Ambrosie - Iulian Arhire - Mircea Banu - Ion Barbu - Daniel-Eugen Baston - Dorel Bernard - Imre Biro - Adrian Bițică - Milos Bogdanovic - Valeriu-Ionuț Bordeanu - Cristian-Gigi Brăneț - Martin Cernoch - Narcis Ciocârlan - Sorin Colceag - Mircea Constantinescu | - Marcel Coraș - Mihai Costea - Adrian Cristea - Aurelian Cuperman - Marian Damaschin - Mihai Dănilă - Augustin Deleanu - Ladislau Incze (Incze IV) - Claudiu-Mircea Ionescu - Vasile Iordache - Gabriel Kajcsa - Emil Lupulescu - Dorin Naste - Iulius Nemțeanu - Victor Medeleanu - Constantin Moldoveanu | - Adrian Dobrea - Mihai Dragoș - Mihai Drăgoi - Marius Dulcianu - Ion Dumitru - Viorel Frunză - Robert Gheban - Vasile Ianul - Adrian Ilie - Daniel-Marius Onofraș - Bogdan Onuț - Daniel Pancu - Clement Pălimaru - Ionel Pârvu - Szabolcs Perenyi - Tinel Petre | - Adrian Popescu - Daniel Rednic - Dumitru Romilă - Mihai Romilă - Martin Saric - Dinu Sânmârtean - Vasile Simionaș - Constantin Sofian - Vasile Stan - Bogdan Stelea - Viorel Stoicescu - Adrian Teodorescu - Paul Tincu - Adrian Toma - Dragoș Urdaru - Marius Vintilă | - Mihail Tuluc |

## Foști antrenori
Sursă
- Ion Unguroiu (1960–1961)
- Traian Iordache (1962–1963)
- Constantin Teașcă (1963–1965)
- Augustin Botescu (1965–1967)
- Ion Zaharia (1967–1968)
- Șerban Iustin (1968–1970)
- Vintilă Mărdărescu (1970–1972)
- Ilie Oană (1973–1977)
- Leonida Antohi (1977–1981)
- Gheorghe Constantin (1981–1982)
- Ioan Marica (1982–1983)
- Ion Motroc (1982–1983)
- Ioan Marica (1983–1984)
- Vasile Ianul (1983–1984)
- Vasile Simionaș (1983–1984)
- Constantin Oțet (1984–1985)
- Vasile Simionaș (1984–1985)
- Dumitru Anton (1995–1996)
- Leonida Antohi (1995–1996)
- Narcis Ciocîrlan (1995–1996)
- Silviu Stănescu (1995–1996)
- Constantin Moldoveanu (1996–1997)
- Marian Moldovan (1997–1998)
- Ioan Marica (1998)
- Ion Moldovan (1998–1999)
- Mihai Dănilă (1999–2000)
- Leonida Nedelcu (1999–2000)
- Ion Dumitru (2000–2001)
- Vasile Simionaș (2001–2002)
- Marin Barbu (2002–2003)
- Vasile Simionaș & Narcis Ciocîrlan (2003–2004)
- Ionuț Popa (2004–2008)
- Cristiano Bergodi (2008–2009)
- Ionuț Popa (2008–2009)
- Dumitru Dumitriu (2009–2010)
- Petre Grigoraș (2009–2010)
- Ionuț Popa (1 sep. 2010 – 15 oct. 2010)
- Adrian Falub (20 oct. 2010 – 16 iun. 2011)
- Marius Baciu (16 iun. 2011 – 28 aug. 2011)
- Ionuț Popa (28 aug. 2011 – 28 aug. 2012)
- Liviu Ciobotariu (29 aug. 2012 – 22 apr. 2013)
- Sorin Cârțu (22 apr. 2013 – 4 iun. 2013)
- Costel Enache (20 iun. 2013 – 12 oct. 2013)
- Marius Lăcătuș (15 oct. 2013 – 28 aug. 2014)
- Ionuț Chirilă (28 aug. 2014 – 9 oct. 2014)
- Nicolò Napoli (13 oct. 2014 – 7 oct. 2016)
- Eugen Neagoe (8 oct. 2016 – 16 iun. 2017)
- Flavius Stoican (17 iun. 2017 – 31 mai 2019)
- Mihai Teja (10 iun. 2019 – 31 dec. 2019)
- Mircea Rednic (31 dec. 2019 - 9 iul. 2020)
- Daniel Pancu (10 aug. 2020 - 28 ian. 2021)
- Andrei Cristea (31 ian. 2021 - 3 mar. 2021)
- Nicolò Napoli (9 mar. 2021 - 31 mai 2021)
- Constantin Enache (20 iunie 2021 - 7 mai 2022)
- Claudiu Niculescu (7 iunie 2022 - 10 octombrie 2022)
- Leontin Grozavu (14 octombrie 2022 - 31 martie 2024)
- Anthony Da Silva (01 aprilie 2024 - prezent)